# Piriápolis Fútbol Club
O Piriápolis Fútbol Club é um clube uruguaio de futebol fundado em 1924, e está situado na cidade de Piriápolis, cidade próxima a Montevideu, capital do país.
Manda seus jogos no Complexo "Anselmo Mierana", em Piriápolis, cuja capacidade é de 2.600 torcedores.
Participa da Liga de Fútbol de Zona Oeste, filiada à OFI (Organización del Fútbol del Interior).